# Charlot polițist
Charlot polițist (în engleză Easy Street) este un film american de comedie din 1917 produs de Henry P. Caulfield și scris și regizat de Charlie Chaplin pentru compania Mutual Film. În alte roluri interpretează actorii Edna Purviance și Eric Campbell.

## Distribuție
- Charlie Chaplin ... The Derelict
- Edna Purviance ... The Mission Worker
- Eric Campbell ... The Bully
- Albert Austin ... Minister/Policeman
- Lloyd Bacon ... Drug Addict
- Henry Bergman ... Anarchist
- Frank J. Coleman ... Policeman
- William Gillespie ... Heroin addict
- James T. Kelley ... Mission Visitor/Policeman
- Charlotte Mineau ... Big Eric's Wife
- John Rand ... Mission Tramp/Policeman
- Janet Miller Sully ... Mother in Mission
- Loyal Underwood ... Small Father/Policeman
- Erich von Stroheim Jr. ... Baby
- Leo White ... Policeman (nemenționat)
- Tom Wood ... Chief of Police (nemenționat)